# Dohren (powiat Harburg)
Dohren – miejscowość i gmina położona w niemieckim kraju związkowym Dolna Saksonia, w powiecie Harburg, należy do gminy zbiorowej (niem. Samtgemeinde) Tostedt.

## Położenie geograficzne
Dohren leży w północno-zachodniej części Pustaci Lüneburskiej ok. 35 km. na południowy zachód od Hamburga. Od wschodu sąsiaduje z gminą Kakenstorf, od południa graniczy z gminą Tostedt, a od zachodu z gminą Heidenau i północy z gminą Hollenstedt z gminy zbiorowej Hollenstedt.

## Dzielnice gminy
W skład gminy Dohren wchodzą następujące dzielnice: Dohren i Dohren-Gehege.

## Komunikacja
W odległości ok. 6 km na północ od Dohren znajduje się autostrada A1 z węzłami Heidenau i Hollenstedt. Dzięki temu w 20 minut można się dostać do Hamburga. Również bardzo blisko jest do drogi krajowej B75 w Tostedt - ok. 2,5 km.